# 2004 DG77
2004 DG77, também escrito como 2004 DG77, é um objeto transnetuniano que está localizado no Cinturão de Kuiper, uma região do Sistema Solar. Este corpo celeste é classificado como um provável cubewano. Ele possui uma magnitude absoluta de 7,3 e tem um diâmetro estimado com 153 km.

## Descoberta
2004 DG77 foi descoberto no dia 27 de fevereiro de 2004 pelo astrônomo Marc W. Buie.

## Órbita
A órbita de 2004 DG77 tem uma excentricidade de 0,129 e possui um semieixo maior de 44,008 UA. O seu periélio leva o mesmo a uma distância de 38,343 UA em relação ao Sol e seu afélio a 49,673 UA.